# 长梗新木姜子
长梗新木姜子（学名：Neolitsea longipedicellata）为樟科新木姜子属下的一个种。

## 扩展阅读
- 維基物種上的相關：长梗新木姜子